# بايانو (بحيرة)
بحيرة بايانو هي عبارة عن خزان مائي يقع في القسم الشرقي من مقاطعة بنما، تكونت بعد بناء سد على نهر بايانو في عام 1976.

## حجمها
تعد ثاني أكبر بحيرة في بنما، بعد بحيرة غاتون.

## التسمية
سميت هي ونهر بايانو على اسم زعيم أكبر ثورة للعبيد في القرن السادس عشر في بنما.

## كهوف
تقع كهوف بايانو على الجانب الجنوبي من البحيرة.